# Marines (Valencia)
Marines ist eine spanische Gemeinde der (municipio) der Landesregion Valencia (Communidad de Valencia) in Spanien. Gleichzeitig gehört sie zur Provinz Valencia und zur Comarca Campo de Turia und hat 1.921 Einwohner (Stand: 2024). Zur Gemeinde gehört das Ferienresort Marines Viejo. 

## Geographie
Marines liegt etwa 28 Kilometer nordwestlich vom Zentrum der Provinzhauptstadt Valencia in der Sierra Calderona in einer Höhe von ca. 300 m.

## Bevölkerungsentwicklung
| Jahr      | 1970 | 1981 | 1991 | 2001 | 2011 | 2021 |
| Einwohner | 872  | 2663 | 1169 | 1414 | 1832 | 1894 |

## Bauwerke

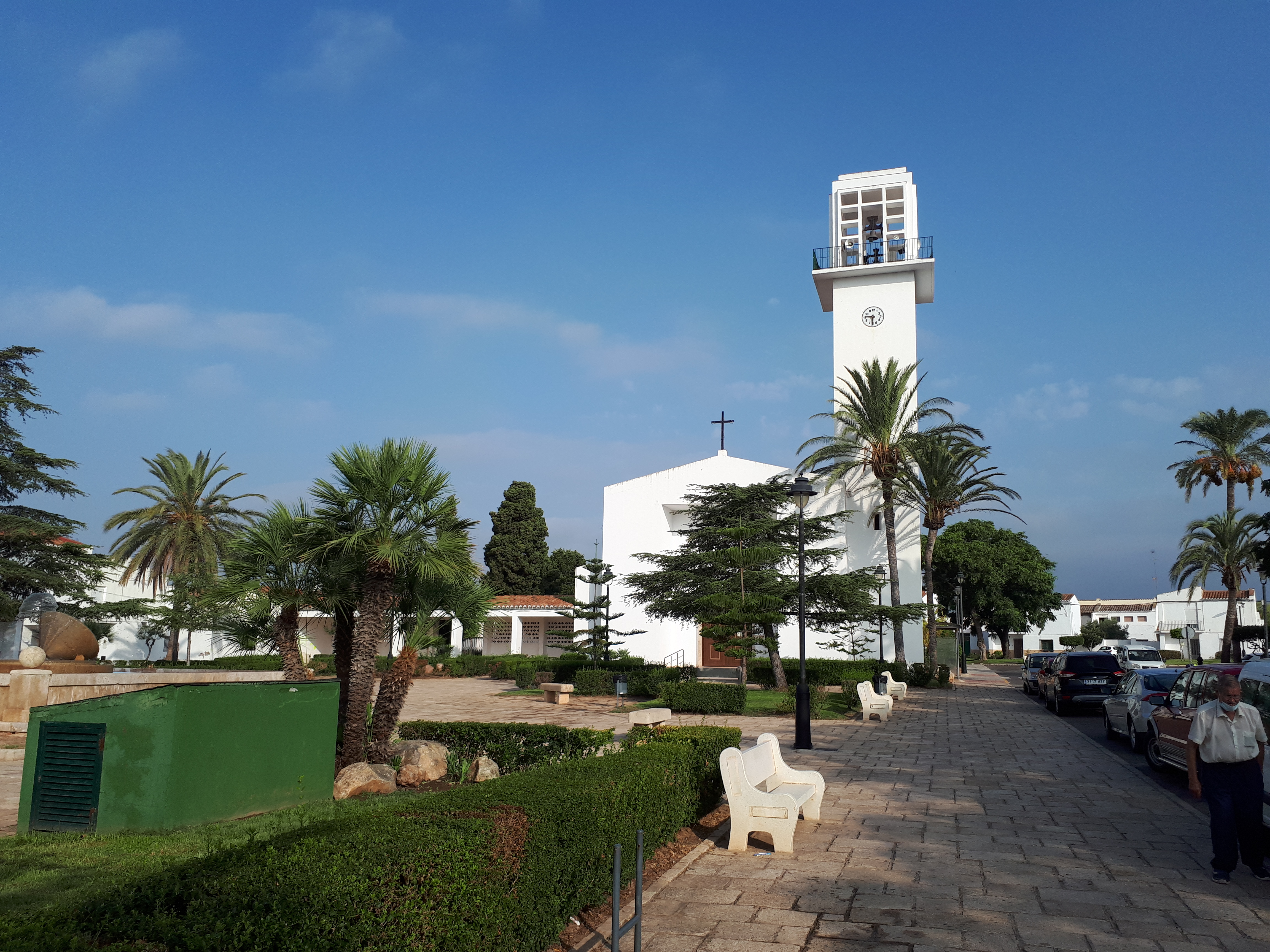
Burgruine (Castillo del Real de Marines), ursprünglich aus dem 11. Jahrhundert
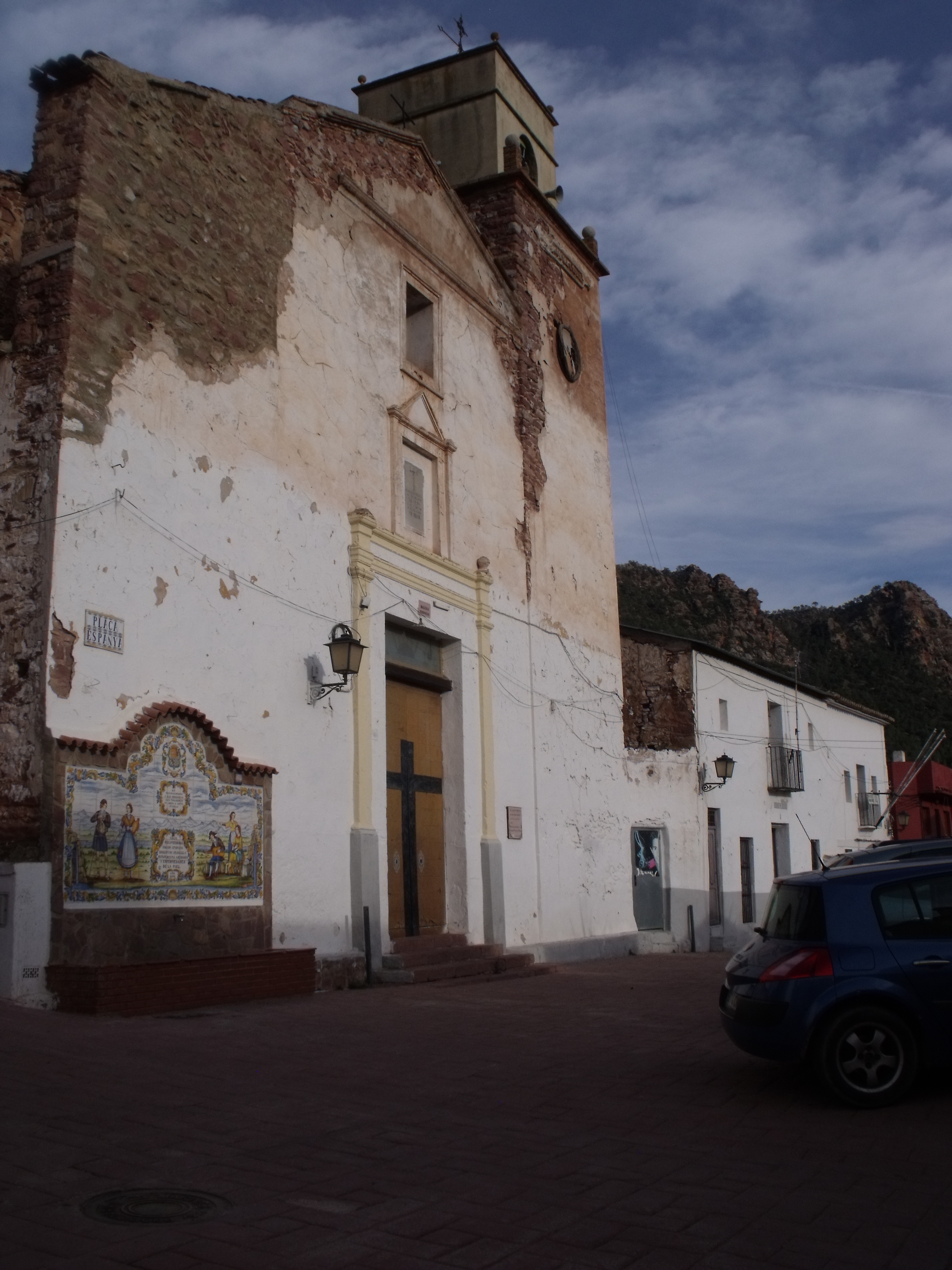
Christuskirche in Marines Viejo (Església del Crist del Perdó)
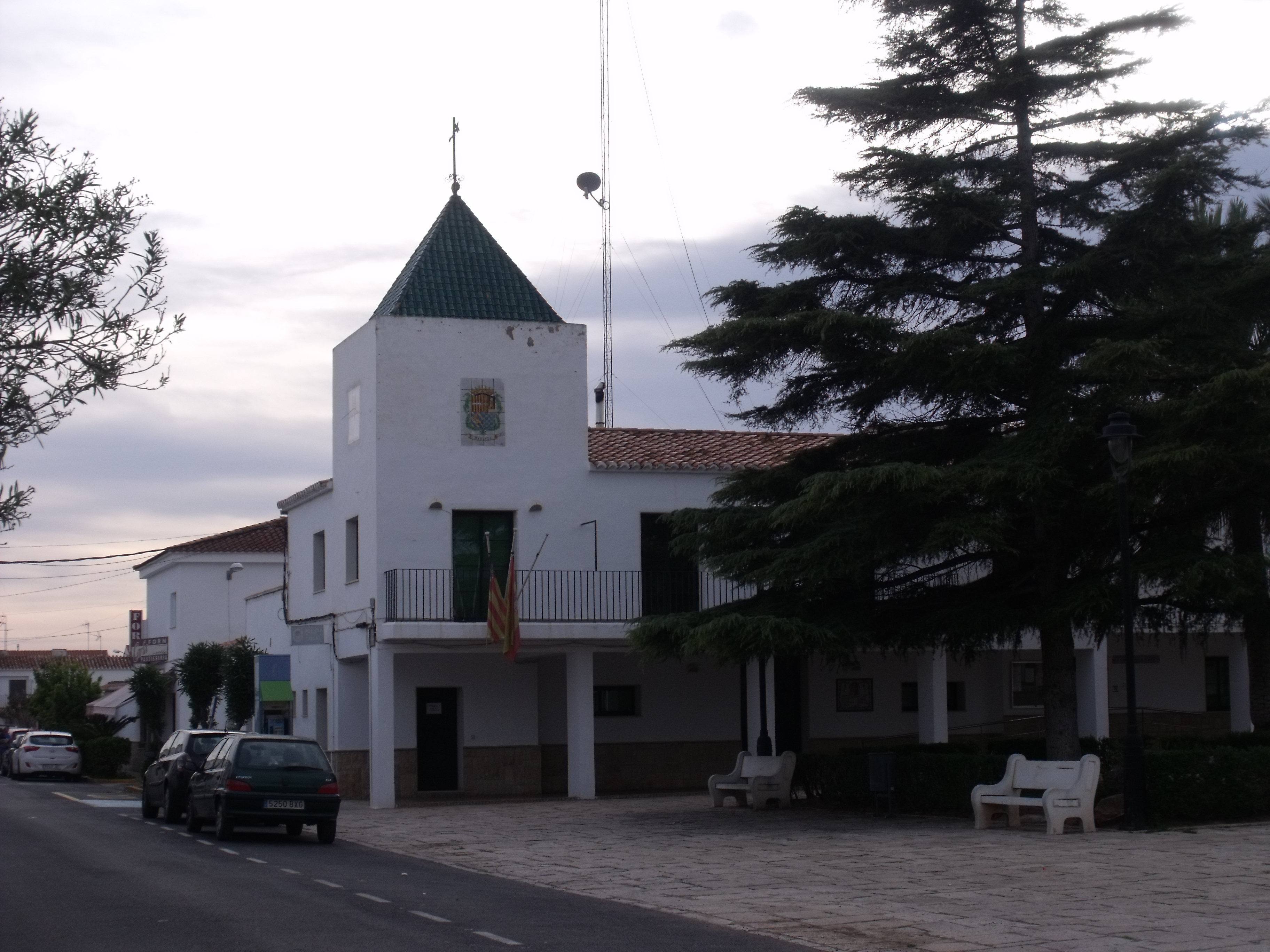
Christuskirche in Marines Nou

- Christuskirche in Marines Nou
- Christuskirche in Marines Viejo
- Rathaus